# Адре де л'Естерел
Адре де л'Естерел (фр. Adrets-de-l'Estérel) је насељено место у Француској у региону Прованса-Алпи-Азурна обала, у департману Вар.
По подацима из 2011. године у општини је живело 2641 становника, а густина насељености је износила 118,64 становника/km².

## Демографија
| 1962. | 1968. | 1975. | 1982. | 1990. | 2011. |
| ----- | ----- | ----- | ----- | ----- | ----- |
| 320   | 361   | 424   | 684   | 1.474 | 2.641 |